# 폭룡전대 아바레인저
《폭룡전대 아바레인저》(爆竜戦隊アバレンジャー 바쿠류센타이 아바렌자[*])는 일본 토에이에서 제작한 27번째 슈퍼 전대 시리즈이다. 2003년 2월 16일부터 2004년 2월 8일까지 TV 아사히 계열에서 방영되었다. 미국에서는 《Power Rangers: Dino Thunder》로 리메이크되었으며, 대한민국에서는 2004년 7월에 《파워레인저 다이노썬더》라는 이름으로 더빙판을 투니버스에서 방영하였다. 일본에서 방영될 당시에는 《가면라이더 555》와 함께 슈퍼 히어로 타임으로 편성되었다.

## 아바레인저
- 하쿠아 료우가 / 아바 레드 → 아바 맥스(국내명: 유키 / 다이노 레드 → 다이노 맥스) (22세 (1981년 출생))
- 산죠 유키토 / 아바레 블루(국내명: 타이 / 다이노 블루) (21세 (1982년 출생))
- 이츠키 란루 / 아바레 옐로(국내명: 루란 / 다이노 옐로) (20세 (1983년 출생))
- 아스카 / 아바레 블랙(국내명: 아스카 / 다이노 블랙)
- 나카다이 미코토 / 아바레 킬러(국내명: 미토 / 다이노 화이트) (18회부터 등장) (2004년 죽음)

## 한국판 성우진
- 아바 레드 → 아바 맥스(다이노 레드 → 다이노 맥스) 유키 - 신용우
- 아바레 블루(다이노 블루) 타이 - 정명준
- 아바레 옐로우(다이노 옐로우) 란루 - 한채언
- 아바레 블랙(다이노 블랙) 아스카 - 이주창
- 아바레 키라(다이노 화이트) 미토 - 서윤선, 유호한(캡틴포스)
- 쟌느 - 김선혜
- 리쥬엘 - 이자명
- 보파 / 드라고조드 - 박만영
- 류영감(류스케) / 타이 아버지 - 온영삼
- 폭룡 티라노사우루스 - 손종환
- 폭룡 트리케라톱스 - 이희수
- 폭룡 프테라노돈 - 주자영
- 폭룡 브라키오사우루스 - 故 이병욱[1]
- 미케라 / 폭룡 스테고 - 김기흥

## 등장 메카

### 폭룡
- 폭룡 티라노사우루스 ■
- 폭룡 트리케라톱스 ■
- 폭룡 프테라노돈 ■
- 폭룡 브라키오사우루스 ■
- 폭룡 파키케팔로너클스 ■
- 폭룡 디메노코돈 ■
- 폭룡 파라사로키루 ■
- 폭룡 안킬로베루스■
- 폭룡 톱게이라 ■
- 폭룡 스테고슬라이돈 ■

### 로봇
메인 메카
- 1호 메카 - 아바렌오(썬더 메가조드)
- 2호 메카 - 키라오(다이노 헌터)
- 3호 메카 - 맥스오져(썬더맥스 메가조드)

슈퍼 합체
- 슈퍼 합체 메카 - 키라 아바렌오(다이노썬더 메가조드)